# Dunas de Tottori
Las dunas de Tottori (鳥取砂丘 Tottori-sakyū?) son unas gigantescas dunas ubicadas en la costa de la ciudad de Tottori, en la prefectura  homónima, Japón. Forma parte del parque nacional de Sanin Kaigan y se extienden en un área más o menos rectangular de 2.4 km de norte a sur y de 16 km de este a oeste. Es una de las zonas con dunas más grandes de Japón, solo superada por las dunas de Sarugamori en la prefectura de Aomori.
Fueron nombradas como monumento natural de Japón en el año 1955.